# Amt Panketal
Het Amt Panketal is een voormalig samenwerkingsverband van 3 tot 7 gemeenten en lag in het district Barnim in de Duitse deelstaat Brandenburg.

## Deelnemende gemeenten
Het Amt bestond uit de volgende gemeenten:
- Börnicke
- Ladeburg
- Lobetal
- Rüdnitz
- Schönow
- Schwanebeck
- Zepernick

## Geschiedenis
Het Amt werd op 2 september 1992 opgericht en bestond uit de gemeenten Börnicke, Ladeburg, Lobetal, Rüdnitz, Schönow, Schwanebeck en Zepernick. Op 1 juli 2001 werd Ladeburg geannexeerd door Bernau bei Berlin. Op 31 december 2002 volgden Börnicke en Lobetal. Een dag later verlaat de gemeente Rüdnitz het Amt en gaat verder als zelfstandige gemeente binnen het Amt Biesenthal-Barnim. Op 26 oktober 2003 wordt Schönow geannexeerd door Bernau bei Berlin en fusren de beide resterende gemeenten, Schwanebeck en Zepernick vrijwillig tot de gemeente Panketal. Het amt werd hierbij opgeheven.

## Bestuur
Het Amt behoorde tot:
- Het district Bernau van 2 september 1992 tot 5 december 1993
- Het district Barnim van 6 december 1993 tot en met 25 oktober 2003